# Espineta estriada
L'espineta estriada (Calamanthus fuliginosus) és un ocell de la família dels acantízids (Acanthizidae).

## Hàbitat i distribució
Habita el camp obert amb densa cobertura des del sud-est de Nova Gal·les del Sud cap al sud fins l'est i sud de Victòria i, cap a l'oest fins al sud-est d'Austràlia Meridional. Tasmània i illes de l'estret de Bass.